# Francisco Solano Borges
Francisco Solano Borges (Santa Maria, 15 de outubro de 1915 — Porto Alegre, 29 de setembro de 2003) foi um político brasileiro.
Foi eleito deputado estadual, pelo PL, para a 38ª, 39ª, 40ª, 41ª e pela ARENA para a 42ª e 43ª Legislaturas da Assembleia Legislativa do Rio Grande do Sul.